# Le mie prigioni
Le mie prigioni è un libro di memorie scritto da Silvio Pellico e pubblicato nel 1832.

## Descrizione
Si articola in un arco di tempo che va dal 13 ottobre 1820, data in cui l'autore venne arrestato a Milano per la sua adesione ai moti carbonari, al 17 settembre 1830, giorno del suo ritorno a casa. In esso Pellico descrive la sua esperienza di detenzione - prima ai Piombi di Venezia, poi nel carcere dello Spielberg di Brno e infine in un ufficio londinese - accomunata a quella dell'amico Piero Maroncelli, dopo che la condanna a morte, a seguito del celebre processo Maroncelli Pellico, fu commutata in detenzione al carcere duro.
L'opera ebbe così tanta fortuna presso i contemporanei dello scrittore che divenne il libro italiano più famoso e letto nell'Europa dell'Ottocento. Maroncelli stesso scrisse delle Addizioni alle Mie prigioni di Silvio Pellico.

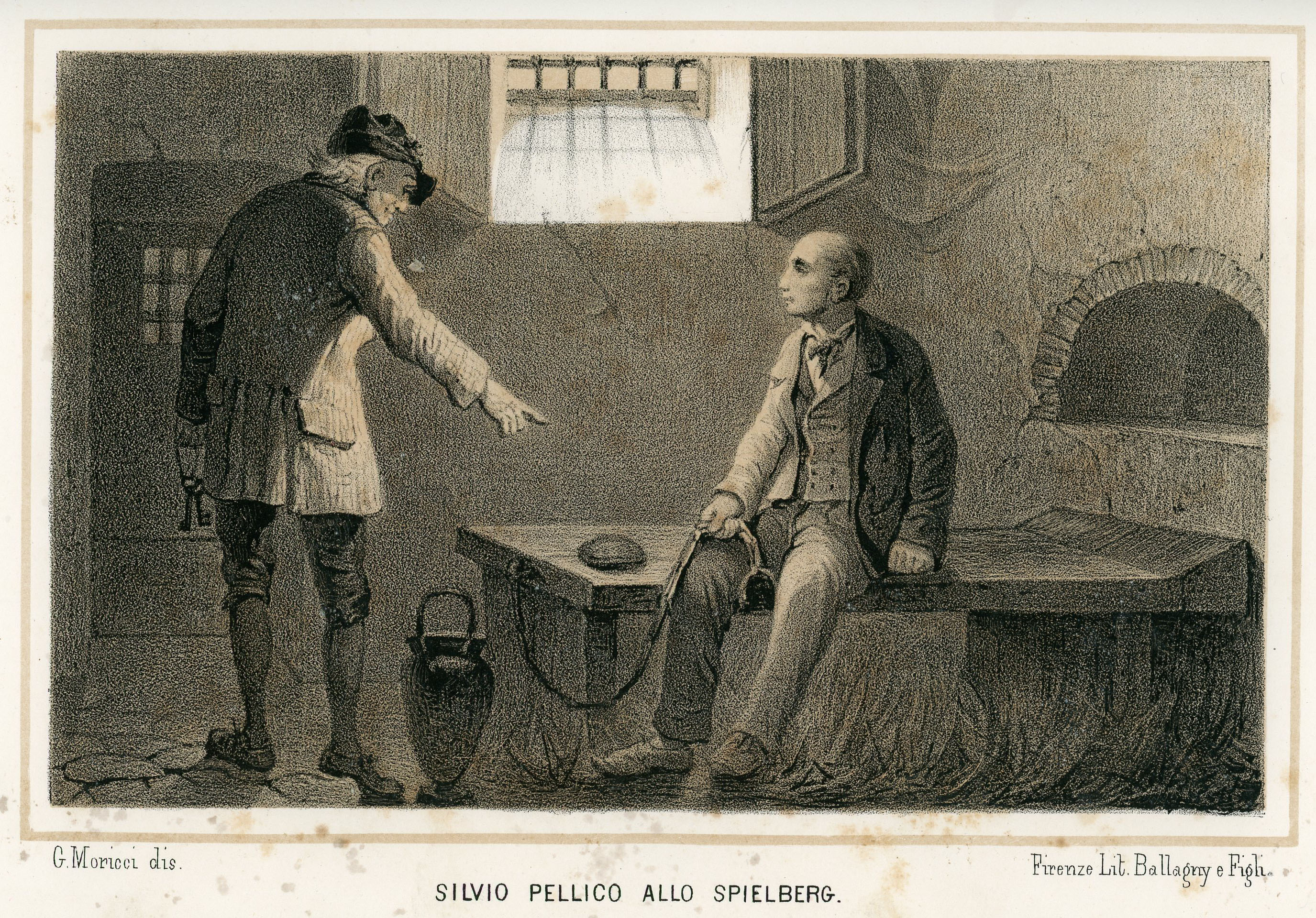
Silvio Pellico allo Spielberg (litografia).

## Storia editoriale
Silvio Pellico ne iniziò la stesura nel 1831, incoraggiato dal proprio confessore, per poi pubblicarlo nel 1832.
Grazie al ministro Barbaroux, in carica a quel tempo, il libro riuscì a superare i problemi derivanti dalla censura e ad essere pubblicato dall'editore torinese Bocca nel mese di novembre del 1832. L'opera godette subito di una vasta popolarità in tutta Europa. I democratici e i progressisti sabaudi tuttavia accusarono l'autore del libro di eccessiva indulgenza verso gli oppressori Austriaci e anche di clericalismo a causa dei continui riferimenti a Dio e alla religione cattolica presenti nel memoriale.
Nel 1843 comparvero, nella traduzione francese, i capitoli aggiunti (redatti sempre nel 1832) che facevano parte di un'opera a carattere autobiografico di più ampio respiro, che lo scrittore non portò a termine, riguardanti il periodo immediatamente successivo alla sua liberazione.
Tale libro, descrivendo con realismo l'asprezza del carcere austriaco dello Spielberg (in ceco Špilberk, oggi nella Repubblica Ceca) e del regime asburgico, e di cui il primo ministro austriaco Metternich ammise che danneggiò l'immagine dell'Austria più di una guerra perduta, contribuì a volgere verso i primi moti risorgimentali italiani molte simpatie dei salotti e degli intellettuali europei.

## Temi
Nella descrizione dei lunghi anni di prigionìa si rivelano al lettore i tesori spirituali che si ricavano dal dolore; la bontà, l'amore e l'umanità sono presenti anche dove non ci si aspetta che esistano. Pellico inoltre mostra sempre di avere una grande fiducia negli uomini e in Dio. La sensibilità dello scrittore ben si evince dalla semplice umanità delle figure che compaiono: il mutolino, Maddalena, Zanze e il carceriere Schiller, un vecchio burbero e scontroso, ma profondamente buono nell'animo, al quale ripugna l'umiliante compito cui deve assolvere.

## Opere derivate
- Silvio Pellico, film storico del 1915 diretto da Livio Pavanelli
- Le mie prigioni, sceneggiato televisivo del 1968 con Raoul Grassilli nei panni di Pellico, diretto da Sandro Bolchi e sceneggiato da Dante Guardamagna